# Pavol Kanis
Pavol Kanis (* 27. srpna 1948 Praha) je historik, bývalý slovenský a československý politik KSS, později Strany demokratické levice, po sametové revoluci poslanec Sněmovny lidu a Sněmovny národů Federálního shromáždění, v roce 1992 poslanec Slovenské národní rady, po vzniku samostatného Slovenska poslanec Národní rady SR, vedoucí politik SDL a Ministr obrany Slovenska.

## Biografie
Vystudoval historii a filosofii na Filosofické fakultě Univerzity Komenského v Bratislavě a také Právnickou fakultu téže univerzity. Během vojenské služby vyučoval na Vojenské škole ve Vyškově. V období let 1972–1989 působil jako výzkumný pracovník, zabýval se vývojem slovenské společnosti. V roce 1988 se zúčastnil ankety pořádané k 20. výročí československé federace slovenským Literárním týdeníkem. Vyslovil se pro razantní proměnu dosavadní federace a nevyloučil ani samostatný slovenský stát. Prohlásil, že „Přestavba může zanedlouho odhalit, že vícero pozůstatků, vícero důsledně neřešených věcí, není nosných pro národ jako politický subjekt (...) Právo na vlastní stát je přirozeným právem národu.“
Po sametové revoluci se stal představitelem nové garnitury komunistické strany. Na sjezdu KSS v roce 1989 je uváděn jako člen jejího výkonného výboru, v roce 1990 pak i členem celostátního výkonného výboru Ústředního výboru KSČ. Během roku 1990 se stal jedním z hlavních představitelů reformního křídla slovenských komunistů, kteří ve straně převládli.
V lednu 1990 zasedl v rámci procesu kooptací do Federálního shromáždění po do Sněmovny lidu (volební obvod č. 172 - Považská Bystrica, Středoslovenský kraj) jako poslanec za KSS. Ve volbách roku 1990 přešel do slovenské části Sněmovny národů, jako poslanec za KSS. V průběhu funkčního období se slovenská komunistická strana transformovala do Strany demokratické levice coby formace sociálně demokratického typu. Ve Federálním shromáždění setrval do konce funkčního období, tedy do voleb roku 1992.
Ve volbách v roce 1992 usedl za SDL do Slovenské národní rady, která se v roce 1993 po vzniku samostatného Slovenska přetvořila v Národní radu Slovenské republiky, coby nejvyšší zákonodárný sbor. Zde zasedal do března 1994, též jako místopředseda zahraničního výboru NR SR. Od března 1994 do listopadu 1994 působil jako Ministr obrany Slovenska ve vládě Jozefa Moravčíka (podle slovenské zákonné úpravy ministr nebyl po dobu výkonu svého mandátu poslancem).
Od roku 1994 byl 1. místopředsedou Strany demokratické levice a autorem jejího zahraničně-politického programu. V období únor 1995 – duben 1996 byl místopředsedou SDL pro styk s jinými organizacemi, později předsedou Rady sekcí praktické politiky SDL.
V parlamentních volbách na Slovensku roku 1994 byl zvolen poslancem Národní rady Slovenské republiky za koalici Spoločná voľba, jejíž součástí se Strana demokratické levice stala, členem výboru NR SR pro obranu a rozpočet a členem Stálé delegace NR SR v Severoatlantickém shromáždění. Mandát obhájil v parlamentních volbách na Slovensku roku 1998 za SDL. Ministrem obrany Slovenska se stal opět v období říjen 1998 – leden 2001 v první vládě Mikuláše Dzurindy. Po odchodu z ministerské funkce nastoupil opět jako poslanec NR SR.
Z funkce ministra abdikoval poté, co neuměl hodnověrně prokázat původ finančních prostředků na výstavbu své luxusní vily v bratislavské čtvrti Slavín, kterou začal stavět roku 2000. V roce 2008 se uvádí, že je majitelem firmy Kanimex a věnuje se podnikání.